# Canthon montanus
Canthon montanus är en skalbaggsart som beskrevs av Rivera-cervantes och Halffter 1999. Canthon montanus ingår i släktet Canthon och familjen bladhorningar. Inga underarter finns listade.